# 仙居苦竹
仙居苦竹（学名：Pleioblastus hsienchuensis）为禾本科大明竹属下的一个种。